# Hermann Vöchting

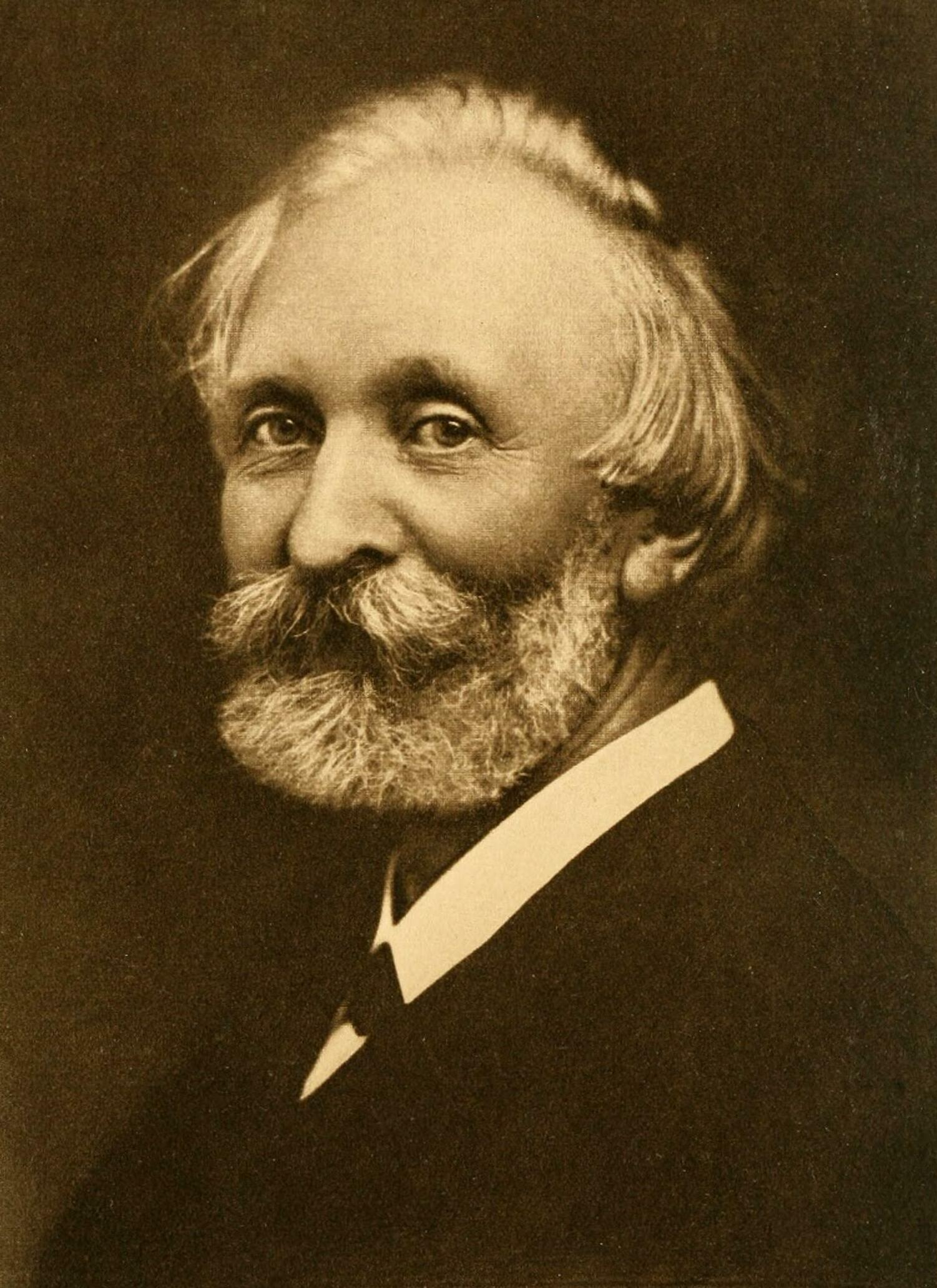
Hermann Vöchting (1909)

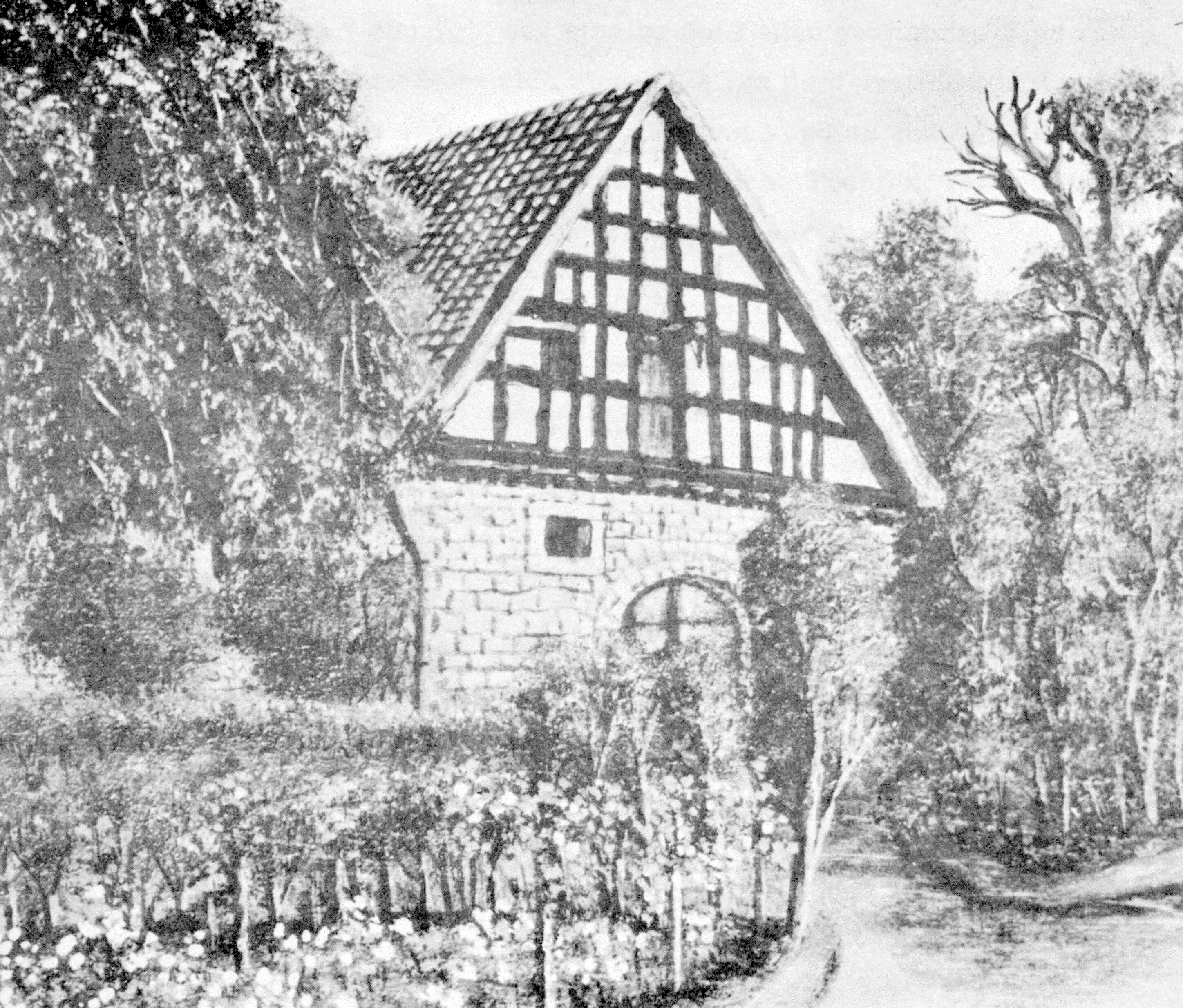
Geburtshaus von H. Vöchting

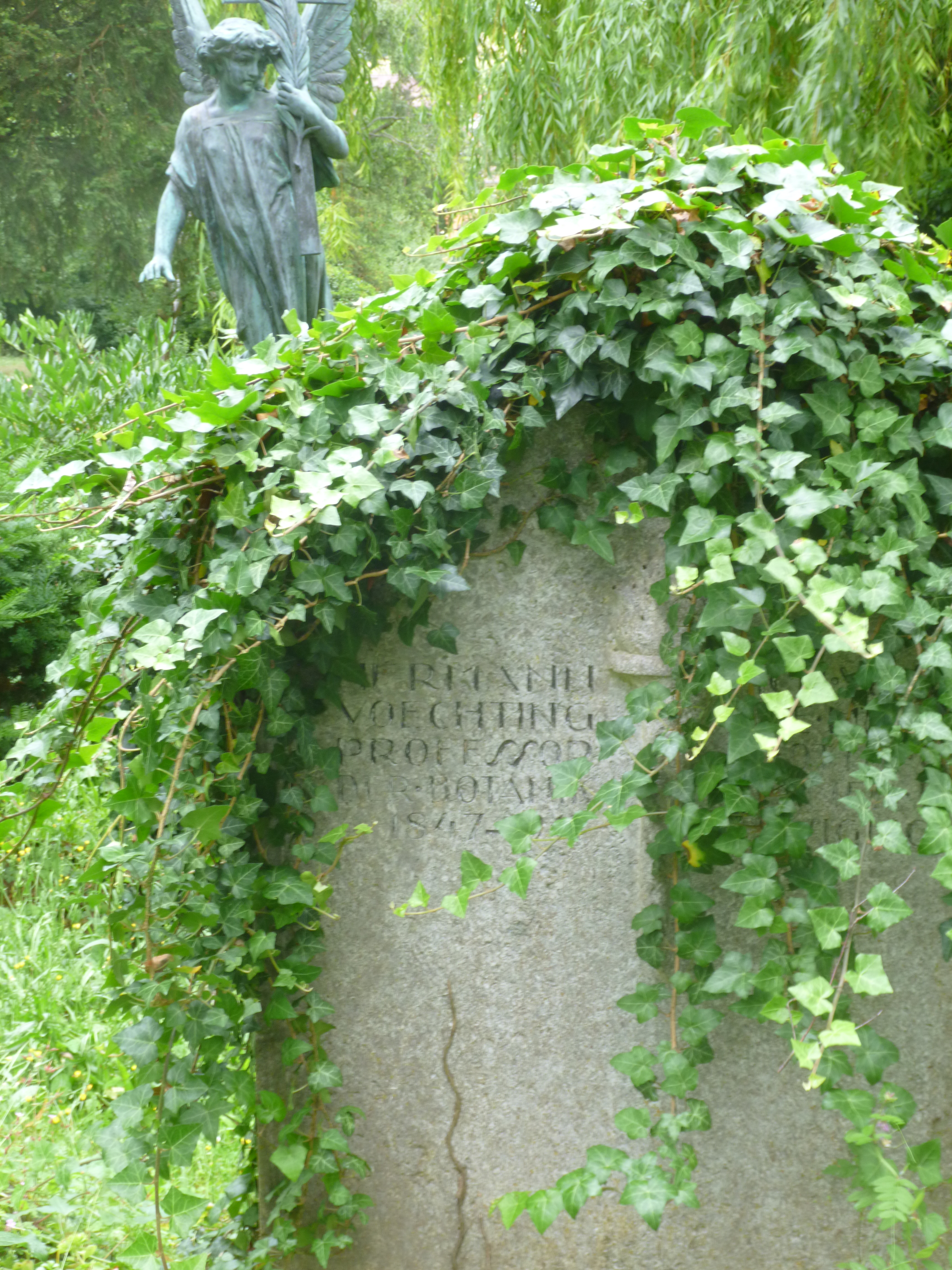
Grab auf dem Stadtfriedhof Tübingen

Hermann Christian Vöchting, ab 1902 von Vöchting, (* 8. Februar 1847 in Blomberg; † 24. November 1917 in Tübingen) war ein deutscher Botaniker. Sein offizielles botanisches Autorenkürzel lautet „Vöcht.“

## Leben und Wirken
Hermann Vöchting leistete bedeutende Beiträge zur Morphologie der Sprosspflanzen (Kormophyten) und entdeckte die Polarität zwischen Spross und Wurzel.
Er wurde als Sohn des Friedrich Vöchting im lippischen  Blomberg geboren. Sein Vater war der Leiter der berühmten Blomberger Nelkenzucht. Auf ihn geht die noch heute gebräuchliche Formulierung „Nelkenstadt“ zurück. Hermann erhielt durch seinen Vater vielerlei Anregungen, die ihn für sein späteres Leben prägen sollten. Nach dem erfolgreichen Abschluss der Blomberger Rektorschule absolvierte er eine Gärtnerlehre bei der fürstlichen Hofgärtnerei in Detmold.
Im Verlauf der Ausbildung erkannte er, dass ihm der Beruf des Gärtners intellektuell nicht genügen würde. So ging Hermann Vöchting nach Berlin und begann das Studium der Mathematik und Naturwissenschaften. Zur Promotion wechselte er nach Göttingen und schrieb seine Doktorarbeit über die Rhipsalidaceae, eine südamerikanische epiphytisch lebende Pflanzenfamilie. Von 1874 bis 1878 arbeitete Vöchting als wissenschaftlicher Assistent an der Universität Bonn. Während dieser Zeit betreute er auch den Botanischen Garten.
Doch schon bald erreichte ihn ein für seine Karriere wichtiger Ruf: Er wurde Professor an der Universität Basel. Seine endgültige Wirkungsstätte sollte Tübingen sein. Dort arbeitete er seit 1887 als Leiter des Botanischen Instituts der Universität. Durch bemerkenswerte Forschungsergebnisse und bedeutende wissenschaftliche Arbeiten machte er bald auf sich aufmerksam und gehörte zu den führenden Biowissenschaftlern seiner Zeit. Vöchting war einer der Mitbegründer der Pflanzenphysiologie: Nicht mehr die Strukturen der Pflanze standen im Zentrum der Forschung, sondern die Funktionen und der Stoffwechsel.
Mit zunehmendem Alter machten sich gesundheitliche Probleme (Herzbeschwerden) bemerkbar. Hermann Vöchting starb in Tübingen am 24. November 1917.

## Ehrungen
- 1888: Ernennung zum Correspondenten der Königlichen Gesellschaft der Wissenschaften zu Göttingen.
- 1892: Berufung in die Kaiserliche Gesellschaft der Naturwissenschaften Russlands durch Zar Alexander III.
- 1902: Verleihung des Ehrenkreuzes des Ordens der Württembergischen Krone.
- 1909: Ernennung zum Ehrendoktor anlässlich der Feier zum 100. Geburtstag von Charles Darwin in Cambridge.
- 1909: Verleihung der Ehrendoktorwürde der Universität Leipzig.
- 1913: Ernennung zum korrespondierenden Mitglied der Preußischen Akademie der Wissenschaften in Berlin.
- 2006: Nach einem demokratischen Wahlverfahren, an dem Lehrer, Eltern und Schüler beteiligt waren, wurde das Städtische Gymnasium Blomberg in Hermann-Vöchting-Gymnasium umbenannt.

## Werke
- Über Organbildung im Pflanzenreich, zwei Bände, 1878–1884.
- Der Bau und die Entwicklung des Stammes der Melastomeen, 1875.
- Die Bewegungen der Blüthen und Früchte, 1882.
- Über die Bildung der Knollen. Physiologische Untersuchungen, 1887.
- Über Transplantation am Pflanzenkörper. Untersuchungen zur Physiologie und Pathologie, 1892.
- Untersuchungen zur experimentellen Anatomie und Pathologie des Pflanzenkörpers, zwei Bände, 1908–1918.